# Bohmte
Bohmte es un municipio (Gemeinde) al este del distrito de Osnabrück en Baja Sajonia (Alemania).

## Geografía
Bohmte se ubica a pocos ckilómetros al norte del Wiehengebirge al comienzo de la llanura del norte de Alemenia. El río Hunte pasa a través del municipio desde el sudeste hacia el norte. En la parte más sudeste del municipio tiene Bohmte un 'puerto' en el Mittellandkanal. Casi a 300 metros al norte del municipio comienza el lago Dümmer.

### Municipios vecinos
El municipio limita al sur con Bad Essen, al oeste con Ostercappeln, al norte con Damme (Distrito de Vechta), al noroeste con Hüde y Stemshorn (ambos del Distrito de Diepholz) así como al este con el municipio de Stemwede perteneciente al estado federado de Renania del Norte-Westfalia (Kreis Minden-Lübbecke).

### Composición territorial
Bohmte se compone de:
| - An Der Haar - An Der Hunte - Arenshorst - Auf Dem Kerlfelde | - Auf Der Bruchheide - Bohmterheide - Eue - Feldkamp | - Heesingen - Herringhausen - Hinterbruch - Hinterfelde | - Hunteburg - Krönerhüsen - Laar - Lecker | - Meyerhöfen - Nierhüsen - Osterwiehe - Schafbrink | - Schwege - Schwegermoor - Stirpe - Streithorst | - Welplage - Ölingen |

## Política

### Ciudades hermanas
- - Gützkow, Distrito del Este de Pomerania, Mecklemburgo-Pomerania Occidental (Desde 1991)
- - Bolbec, Seine-Maritime, Francia

## Personalidades
- Karl Janisch (* 1870 en Berlín; † 1946 en Schwegermoor) Constructor y arquitecto
- Reinhold Tiling (* 13 de junio de 1893 en Absberg/Franconia; † 11 de octubre de 1933 en Osnabrück) fue un ingeniero alemán, Piloto y pionero en cohetes.
- Rudolf Seiters (* 13 de octubre de 1937 en Osnabrück) fue un político alemán de la CDU

## Fiestas y Celebraciones

### Fiestas
- Hunteburger "Open-Air" - Tag vor Himmelfahrt
- Schützenfest en el Bohmterheide - Pfingsten
- Schützenfest en Bohmte - primera semana del mes de julio
- Schützenfest en Stirpe-Oelingen - segunda semana de julio
- Schützenfest en Hunteburg - cuarto fin de semana de julio

### Mercados
- Tag der offenen Tür am örtlichen Sportflugplatz Bohmte/Bad Essen con Automóviles- y Ferias - primero de mayo
- Erntefest Herringhausen-Stirpe-Oelingen mit Erntemarkt - primera semana de septiembre
- Bohmter Markt mit Gewerbeschau - cuarto fin de semana en septiembre
- Norddeutscher Ponymarkt in Hunteburg - segundo fin de semana de octubre

### Mercados Navideños
- Nikolausmarkt in Bohmte - segundo Adviento
- Weihnachtsmarkt in Hunteburg - tercer Adviento